# Inchcleraun
Inchcleraun (irisch Inis Cloithrinn, älter Inis Clothrann, englisch auch Quaker Island) ist eine von einem Dutzend Binnenseeinseln im Lough Ree.
Die Insel ist unbewohnt, wird aber als Viehweide genutzt.

## Geschichte/Legende
Der Name bedeutet „Insel der Clothru“, nach der Tochter des Königs Eochaid Fedlech. Nach einer der Legenden wurde Clothru von ihrer Schwester, der Königin Medb, ermordet. Furbaide Ferbend, Clothrus Sohn, rächte seine Mutter, indem er Medb auf Inchcleraun mit einer Schleuder tötete.

## Gebäude
Zwischen 800 und 1300 wurde die Insel immer wieder überfallen und geplündert. Darum sind nur noch Ruinen erhalten.
Das Kloster Templedermo, vom hl. Diarmaid dem Gerechten im Jahre 540 gegründet, ist die bekannteste Ruine. Diarmaid war Lehrer des Ciarán von Clonmacnoise.
Templemore ist die bedeutendste Ruine der Insel. Die Kirche besteht aus einem einschiffigen 14,5 m langen und 6,5 m breiten Kirchenschiff. Die Wände sind ca. 4 m hoch. Am östlichen Ende befinden sich zwei Spitzbogenfenster, die lang, schmal und gut vertieft sind.
Die Fenster auf der Südseite wirken wie nachträgliche Ergänzungen und sind unsymmetrisch. Alle Spuren von Türen sind verschwunden, es gibt aber Hinweise auf eine Westtür und eines Eingangs auf der Nordseite des Kreuzgangs. Eine obere Kammer existiert. Die Innenwände der unteren Wohnungen bilden Zwischenstützen für den Bodenbelag. Die Innenwände der Kirche waren einst verputzt.
John O’Donovan bezeichnete dieses Gebäude als zwei Kirchen: Die klösterlichen Wohnungen als eine und die gewölbte Sakristei als ein Bußgefängnis, das als „Deartheach“ bezeichnet wird.